# Schuimglas

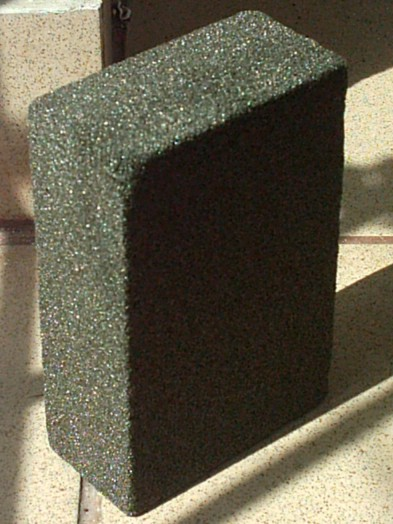
Schuimglas

Schuimglas is een isolatiemateriaal dat bestaat uit opgeschuimd glas. Het wordt gebruikt in de bouw en in technische installaties vanwege zijn thermische, chemische en mechanische eigenschappen.

## Fabricage
Schuimglas wordt geproduceerd door glas (meestal 66% tot 98% gerecycled) te verhitten tot circa 1000°C, waarna het met een kleine hoeveelheid koolstofpoeder wordt gemengd. Dit mengsel wordt in vormen gegoten en verhit in een ovensysteem. Tijdens dit proces ontstaan gesloten cellen gevuld met gas, wat zorgt voor een lage warmtegeleiding. Een alternatief proces gebruikt een tunneloven waarbij het schuimglas als eindlosband zonder vormen wordt geproduceerd.

## Eigenschappen
Schuimglas is onbrandbaar (brandklasse A1), heeft een lage thermische geleidbaarheid (0,036–0,060 W/(m·K)) en een hoge drukvastheid (1–1,65 kN/m³). Het is dampdicht (μ = ∞), waterdicht en bestand tegen chemische aantasting. Door zijn celstructuur is schuimglas thermisch isolerend en bestand tegen druk, maar het is niet geschikt voor hoge puntbelastingen. Schuimglas is vorstgevoelig bij aanwezigheid van water in de poriën.

## Toepassingen
Schuimglas wordt toegepast in:
- Platte daken en groendaken
- Parkeerdekken en terrassen
- Perimeterisolatie en funderingsplaten
- Gevel- en wandisolatie
- Binnenisolatie
- Isolatie van technische installaties zoals leidingen, tanks en koelruimtes

## Milieuaspecten
Door het gebruik van gerecycled glas draagt schuimglas bij aan duurzaam bouwen. Het materiaal is na gebruik herbruikbaar door omsmelting en kan als bouwpuin worden verwerkt. Schuimglas in combinatie met bitumen kan na granulatie worden ingezet in de wegenbouw.